# قلعه پهلوان بادی
قلعه پهلوان بادی یکی از قلعه‌های مربوط به تاریخ ایران باستان است که در جنوب غربی شهرستان تفت در استان یزد قرار دارد.
در داخل این قلعه آجری بقایای آسیابی که به آسیاب پهلوان بادی معروف است، دیده می‌شود.